# 三重県道522号河原田停車場線
三重県道522号河原田停車場線（みえけんどう522ごう かわらだていしゃじょうせん）は、三重県四日市市を通る、かつて存在した一般県道である。

## 概要
JR東海関西本線・伊勢鉄道伊勢線 河原田駅前から四日市市河原田町に至る。2011年（平成23年）4月1日をもって廃止された。
単独区間の距離が約150 mと短く、同区間は対面通行の道路である。

### 路線データ
- 起点：四日市市河原田町（JR東海関西本線・伊勢鉄道伊勢線 河原田駅前[1][2]）
- 終点：四日市市河原田町（貝塚町南交差点、国道23号交点[1][2]、三重県道502号楠河原田線上）
- 総延長：約150 m）

## 歴史
- 1959年（昭和34年）1月25日 - 認定[1]。
- 2011年（平成23年）4月1日 - 廃止[2]。

## 路線状況

### 重複区間
- 三重県道103号四日市鈴鹿線（四日市市河原田町・JR河原田駅前交差点 - 四日市市河原田町・河原田交差点）
- 三重県道502号楠河原田線（四日市市河原田町・河原田交差点 - 四日市市河原田町・貝塚町南交差点（終点））

## 地理

### 通過していた自治体
- 四日市市

### 交差していた道路
| 交差していた道路                                                            | 交差していた場所 | 交差していた場所      |
| --------------------------------------------------------------------------- | ---------------- | --------------------- |
| 三重県道103号四日市鈴鹿線 重複区間起点                                      | 河原田町         | JR河原田駅前交差点    |
| 三重県道103号四日市鈴鹿線 重複区間終点 三重県道502号楠河原田線 重複区間起点 | 河原田町         | 河原田交差点          |
| 国道23号 三重県道502号楠河原田線 重複区間終点                               | 河原田町         | 貝塚町南交差点 / 終点 |

### 交差していた鉄道
- 関西本線
- 伊勢鉄道伊勢線

### 沿線
- JR東海関西本線・伊勢鉄道伊勢線 河原田駅
- 三重県立四日市農芸高等学校